# Krzyż Wojskowy (Belgia)
Krzyż Wojskowy (fr. Croix Militaire, nl. Militair Kruis) – odznaczenie Królestwa Belgii za długoletnią służbę wojskową.

## Historia i oznaka
Dwustopniowe odznaczenie zostało ustanowione 11 lutego 1885 roku przez króla Leopolda II i jest nadawane oficerom Sił Zbrojnych Belgii za 25 lat wiernej i nienagannej służby wojskowej, za  którą z reguły otrzymują jego 1. klasę, podczas gdy 2. klasa jest nadawana oficerom rezerwy pod warunkiem stałego uczestnictwa w corocznych ćwiczeniach. Rocznie nadaje się ok. 300 krzyży. W wyjątkowych przypadkach krzyż mogą otrzymać również cudzoziemcy za usługi oddane wojsku belgijskiemu.
Oznaką odznaczenia jest emaliowany na czarno (z czasem emalia przybiera barwę ciemnogranatową) krzyż maltański ze złotymi brzegami i kulkami na zakończeniach ramion oraz złotymi mieczami między ramionami. W medalionie środkowym awersu znajduje się złoty lew z herbu państwowego Belgii, a w medalionie rewersu inicjał panującego monarchy (obecnie: "A", od króla Alberta II). Zawieszką jest złota korona królewska. Odznaczenie jest noszone na piersi na zielonej wstążce z obustronnymi czerwonymi paskami. Krzyże 1. i 2. klasy nie różnią się wyglądem, jedynie rozetką na wstążce 1. klasy.